# 多富洞の戦い (1950年8月)
多富洞の戦い（日本語：タブドンのたたかい、たふどうのたたかい、韓国語：多富洞戰鬪、다부동 전투、英語：Battle of Tabu-dong）は、朝鮮戦争中の1950年8月に行われた国連軍及び朝鮮人民軍（以下人民軍）による戦闘。

## 経緯
頴江河畔の戦闘から離脱した韓国軍第1師団は尚州を経て後退し、2日から3日にかけて洛東里で渡河を終えた。
8月3日、第1師団は司令部を五常学校に置き、南から第15連隊、第11連隊、第12連隊を洛東江東岸に配備して防御を準備した。しかし防御正面は41キロに達し、支援砲兵は第17砲兵大隊の105ミリ榴弾砲12門とバズーカー砲9門、60ミリ迫撃砲28門、81ミリ迫撃砲21門、57ミリ対戦車砲2門に過ぎなかった。さらに洛東江を利用しての河川防御であったが、30年ぶりの空梅雨であったために渡河点が点々とできていた。
8月4日早朝から人民軍は渡河を始めて第1師団の右翼を圧迫した。日に日に戦線は後退した。白善燁准将は最終防御線を、アメリカ軍第1騎兵師団が担当する倭館北側303高地と谷を隔てた328高地に始まり、水岩山（519高地）-遊鶴山（839高地）-架山（920高地）北側に定めた。部隊は、328高地を中心とする正面幅3キロに第15連隊主力、水岩山-遊鶴山に第12連隊、尚州-大邱道から架山までに第11連隊（第15連隊第2大隊配属）を配置し、師団司令部を多富洞南側8キロの東明国民学校に置いた。第1師団の正面には、人民軍の第13師団、第15師団の全力、第105戦車師団主力に、あとから第1師団第14連隊と第3師団主力が追加され、3個師団強の戦力が集中した。

## 戦力

### 部隊

#### 国連軍
- 第1師団 師団長：白善燁准将
  - 第11連隊 連隊長：金東斌大領
  - 第12連隊 連隊長：朴基丙大領、金點坤中領
  - 第15連隊 連隊長：崔栄喜大領
  - 第17砲兵大隊 大隊長：朴永シ少領
- 第27連隊 連隊長：ジョン・H・マイケレス大佐
  - 第1大隊 大隊長：ギルバート・チェック（Gilbert J. Check）中佐
  - 第2大隊 大隊長：ゴードン・マーチ（Gordon E. Murch）中佐
  - 第3大隊 大隊長：ジョージ・チョウ（George H. De Chow）中佐
- 第23連隊 連隊長：ポール・L・フリーマン（英語版）大佐
- 第10連隊 連隊長：高根弘中領

#### 人民軍
- 第2軍団 軍団長：武亭中将
  - 第1師団 師団長：崔光少将
    - 第14連隊 連隊長：崔昌権大佐
    - 砲兵連隊 連隊長：玄学奉大佐

  - 第3師団 師団長：李永鎬少将
  - 第13師団 師団長：崔勇進少将
  - 第15師団 師団長：朴成哲少将
  - 第105戦車師団 師団長：柳京洙少将

### 戦力
この頃、韓国軍の師団司令部には首席、作戦、軍需、通信のアメリカ軍将校が顧問として配置され、連隊本部にも2～3名の顧問がいた。また第8軍との連絡はアメリカ軍事顧問団（KMAG）の派遣通信隊が担当し、これらの顧問を通じて火力や補給の調整を行う必要があった。韓国軍の各師団には第5空軍の戦術航空統制班（ACT）が配置され、近接航空支援に任じていた。第1師団では南星寅中尉が空軍との連絡に当たった。韓国軍第1師団が保有していた重火器は、105ミリ榴弾砲12門、57ミリ対戦車砲18門、81ミリ迫撃砲約50門、バズーカー砲6門であった。
8月17日に投入されたアメリカ軍第27連隊は、第73戦車大隊C中隊（M26パーシング23両）、第37野砲大隊主力（155ミリ榴弾砲12門）、第8野砲大隊主力（105ミリ榴弾砲12門）などを配属した連隊戦闘団であり、火力は韓国軍第1師団よりも強力であった。ウォーカー中将が、釜山橋頭堡の戦いにおいて好んで使用した機動打撃部隊であり、戦闘経験豊富で「狼犬（ウルフハウンド）」と呼ばれた精強部隊であった。
人民軍師団は、韓国軍と比べて砲兵が強力であり、歩兵連隊にも砲兵部隊が編入されていた。これらの野砲や迫撃砲は門数が多いだけでなく、口径も大きく、射程や威力を考慮すれば門数の差以上の格差が生じていた。しかし人民軍は、開戦以来の戦闘で人員や装備を損失して戦力は半減していたが、韓国軍より遥かに強力な戦力を保有していた。韓国軍第1師団正面の人民軍はT-34戦車約20両、122ミリ榴弾砲約20門、76ミリ榴弾砲約60門、76ミリ自走砲約20門、76ミリ対戦車砲約50門、14.5ミリ対戦車銃約170門、120ミリ迫撃砲約20門、82ミリ迫撃砲約150門、61ミリ迫撃砲約180門を保有していたと推定されている。戦力比は、兵力が3倍、火力が4倍で、砲の性能や戦車の有無を考慮すれば6～7倍の差があり、人民軍が優勢であった。

## 戦闘

### 8月13日
8月12日から13日にかけて第1師団は最終防御線に入った。
第15連隊は、南から260高地に第3大隊（大隊長：崔炳淳少領）を、328高地に第1大隊（大隊長：金振暐少領）を河岸の堤防に配備した。
第12連隊は多富洞に集結して再編成を行ってから、第1大隊（大隊長：韓順華少領）は遊鶴山、第2大隊（大隊長：趙成來少領）は水岩山、第3大隊（大隊長：朴炳淳少領）は517高地を占領する予定であった。しかし目標の高地はすでに人民軍によって占領され、一部は多富洞を見下ろす673高地にまで進出していた。第1大隊は、午後3時から673高地の攻撃を開始したが、673高地は険峻で攻撃は進展しなかった。第2大隊は、アメリカ軍の砲兵支援を受けて、午後7時頃に水岩山を確保した。第3大隊は、遊鶴山が突破された場合を想定し、後方の巣鶴山（620高地）の陣地を強化した。
第11連隊は、第1大隊（大隊長：金在命少領）を238高地、第2大隊（大隊長：車甲俊少領）を297高地、第3大隊（大隊長：鄭永洪少領）を265高地、第15連隊第2大隊（大隊長：安光栄少領）を208高地に配備した。夜が明けると第3大隊は戦闘前哨として265高地を占領した。占領直後に人民軍が攻撃を開始したが、第3大隊はこれを撃退した。しかし戦車を伴う部隊が本道を南下して下板洞に進出したため、第3大隊は退路を遮断された。大隊長は連隊長に状況を報告し、「直ちに後退せよ」と命じられたが、すでに人民軍の包囲下であり、夜間に後退したいと具申を行い承認を得た。戦車を伴った人民軍の部隊は第1大隊と第2大隊の正面にまで進出した。第1大隊と第2大隊は、戦車に後続する歩兵を撃退したが、戦車2両は南下して泉坪方面に進出した。さらに一部は、第12連隊地域から第1大隊の後方に進出して前後から挟撃を受けるに至った。第1大隊は、連隊に報告しようとしたが通信が途絶していたため独断で後退した。

### 8月14日
第15連隊正面では、第1騎兵師団に撃退された人民軍第3師団が攻撃を開始した。人民軍は、前日の夜に馬津渡し場の水中橋を利用して1個連隊規模の部隊が328高地に隠密に接近した。そして深夜に第1大隊の陣地に突撃して混戦となり、第1大隊は分散して高地の東斜面に後退した。第15連隊は逆襲して午前8時頃に328高地を奪回したが、人民軍の砲撃で損害が増えていった。この時、第1中隊長の申鉉祚中尉が戦死し、後任には第1小隊長の崔永植中尉が任命された。やがて戦闘員が減少し、328高地を放棄する事態となった。数百人の将兵が山を下りてきたが崔栄喜大領が手前の丘を対戦車砲で撃ち、将兵の足が止まったところで再編成した。さらに連隊長が独断で編成した速成大隊（大隊長：石鍾燮大尉）に反撃を命じた。反撃は順調に進展し、夕刻までに328高地を奪還した。しかしその後も激戦が続き、韓国軍が昼間に陣地を奪還し、夜になると人民軍が奪回し、朝になると韓国軍が反撃して奪還する、の繰り返しであった。
第12連隊は、第2大隊をもって369高地を、第1大隊をもって673高地を攻撃した。第1大隊は、第1中隊（中隊長：李鍾喆中尉）と第3中隊（中隊長：金ヒョン鼎大尉）で夜明けに攻撃を開始した。673高地は、8合目までは縦隊となって比較的容易に接近できるが、そこから頂上までは傾斜が急で前進は困難であり、しかも山頂を占領している人民軍の機関銃と手榴弾によって容易に近づけなかった。そこで第1大隊は、人民軍砲兵の死角となる209高地に観測所を設け、砲兵の射撃が終了した午後4時から攻撃を始め、苦戦しながらも頂上を確保した。しかしこの時、友軍機が、第1大隊を誤爆したため大混乱となり、人民軍の反撃によって再び頂上は奪取されてしまった。第2大隊は、第5中隊（中隊長：金俊植大尉）をもって316高地を攻撃させ、主力で水岩山の防御陣地を編成した後、水岩山から南進して316高地を挟撃し、午後7時に高地を奪取した。この日、第6中隊長の趙基柏中尉は傷の悪化で後送され、後任に安封熈中尉が任命された。
第11連隊では、第3大隊が午前3時頃に後退を開始し、架山山城に到着してそこで野営した。第15連隊第2大隊は、他の部隊が後退したため敵中に孤立した。第15連隊第2大隊は、第11連隊と連絡をしようとしたが不通であったので、原隊の第15連隊と交信を試したところ連絡が取れ、副連隊長の趙在美中領から後退を指示された。第1大隊は、真木亭で再編成を行った後、真木亭-所以里の西側の高地に応急防御陣地を構築した。この時、第1大隊長の金在命少領は流れ弾に当たって後送され、後任には副大隊長の金沼大尉が任命された。第2大隊は、敵中に孤立したまま陣地を確保していた。無線が通じず後退の承諾を得ることができなかった。

### 8月15日
この日は光復5周年にあたり、金日成はこの日に大邱を占領せよと檄を飛ばしたため全戦線で激戦が展開された。
第15連隊正面では、154高地で攻撃準備を整えた人民軍が328高地を奪回しようとしたが、第1大隊が奮闘して山頂を確保した。しかし夜に人民軍が一斉に攻撃を開始したので午後10時頃に第1大隊は山頂を奪取された。
第12連隊正面では、遊鶴山に向かっていた第1大隊が人民軍に反撃され、東麓まで後退。第2大隊（大隊長：趙成来少領）は水岩山山頂を確保してこれを固守した。
第11連隊正面では、人民軍の機甲部隊が尚州-大邱道を突進し、第1大隊はこれを必死に阻止した。午後1時頃、東側を迂回して後退していた第3大隊が戻り、これを再配備して事なきを得た。第15連隊第2大隊も、午後4時頃に戻り、多富洞東側の466高地に布陣した。
夕刻までに韓国軍が確保していたのは、多富洞と水岩山だけであった。予備部隊は山地を迂回して疲労した第11連隊の1個大隊、第12連隊第3大隊、第15連隊の速成大隊だけであった。第1師団はあらゆる系統を使って増援を求め、軍事顧問のレイ・メイ大尉は報告という形で直接第8軍司令部に増援を要請した。第8軍は第1師団だけでは多富洞を維持できないと判断し、第27連隊を派遣した。

### 8月16日
第1師団の主抵抗線はいたる所で蚕食されていた。白善燁准将は、第11連隊と第12連隊の作戦地境を837高地と673高地の中間に切り替えてそれぞれの陣地を奪取するよう命じた。午前から第1師団は反撃を開始した。
第15連隊正面では、328高地を確保した人民軍は陣地を固めていたが、一部は第15連隊の補給路を攻撃した。第15連隊はアメリカ軍の砲兵と戦車の支援を受けて反撃を開始した。第3大隊は260高地を奪回し、第1大隊も328高地を奪回した。
第12連隊は遊鶴山を攻撃するための足場を確保。捜索隊を洛東江の西岸に潜入させると人民軍の兵力が集結していたので、これを報告した。報告を受けた第8軍は倭館周辺の爆撃を指示した。
第11連隊は、第15連隊第2大隊が架山に浸透してきた人民軍を撃退し、本道沿いでも第2大隊が奮闘して陣地を確保した。
同日正午、倭館対岸の若木一帯にB29爆撃機98機による絨毯爆撃が実施された。この爆撃で約900トンの爆弾が投下された。

### 8月17日
第15連隊の正面は、昨日の絨毯爆撃の効果で平穏であった。
第12連隊は、第1大隊による遊鶴山の攻撃も、第2大隊による369高地の攻撃も成功しなかった。
第11連隊は、第15連隊第2大隊が665高地を奪取して、これによって15日から356高地で孤立していた第2大隊が撤収することができた。第3大隊が673高地の攻撃を実施したが、成功しなかった。
夕刻、第27連隊が多富洞に到着した。第27連隊は本道を中心とする正面1キロを担当し、第11連隊の担当正面に割り込む形となった。第27連隊は、左翼に第1大隊、右翼に第2大隊を配備し、多富洞北側に連隊本部、東側に予備の第3大隊を置いた。第27連隊の左側の448高地に第11連隊第1大隊が、右側の358高地に第15連隊第2大隊が布陣した。

### 8月18日

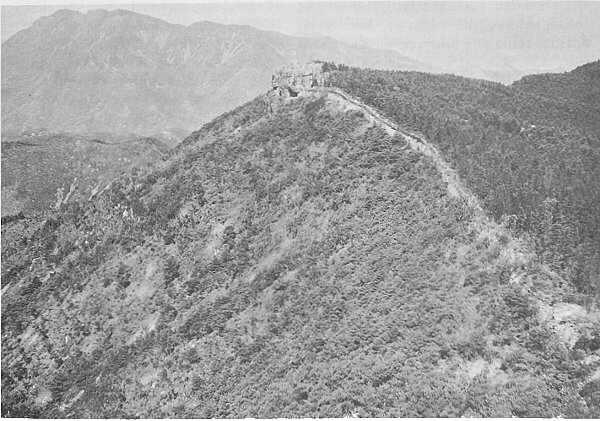
朝鮮時代に築城された架山山城の城壁（1950年撮影）

この頃、東の第6師団の間に約8キロの間隙が生じていた。人民軍はそこから架山山系に進出し、架山山城（902高地）を占領した。一部は琴湖江まで浸透して大邱駅に82ミリ迫撃砲弾7発を発射し、これによって駅員1名が殉職し、民間人7名が負傷した。市内はパニックに陥ったが、趙炳玉内務部長官が街頭に出て民心を静めるとともに、警察の治安維持努力が功を奏して沈静化した。
第15連隊正面は平穏であり、一部は328高地から出撃して河岸の堤防を確保した。
第12連隊は、第1大隊は2回にわたって遊鶴山を攻撃したが、成功しなかった。第1大隊を撃退した人民軍は、午後には517高地に南下して多富洞-倭館道を遮断した。ここで予備の第3大隊が攻撃に転じて、午後8時頃に517高地を奪還した。
第11連隊正面では、第27連隊と共同で陣地線を押し上げた。夜間、人民軍第13師団が第27連隊に攻撃を開始した。第27連隊は砲兵の弾幕、地雷原、対戦車火器で対抗した。第27連隊は2度にわたる夜間攻撃を撃退した。この時、第27連隊は、人民軍が部隊を統制するために緑色の信号弾を多用することを熟知しており、攻撃が始まって暫くすると主陣地上に緑色の信号弾を打ち上げて人民軍を混乱させた。

### 8月19日
第15連隊正面は今日も平穏であった。
第12連隊正面では人民軍が猛攻を受けて、第2大隊が水岩山を放棄して巣鶴山に後退し、人民軍の追撃に備えた。
第27連隊は、午前2時頃に夜襲を受けたが、昼間は静かであった。第11連隊第1大隊は、448高地を奪取して第27連隊の左翼の掩護を確実にした。
第23連隊が到着し、所也峠の南に配備した。また韓国陸軍本部は、昨18日に杞渓の殲滅戦が成功したことによって状況が著しく緩和したので、第8師団から第10連隊を抽出して多富洞に派遣した。夕方には第10連隊の先発隊であった第2大隊（大隊長：金淳基少領）が到着した。白善燁准将は、休養のため第2大隊を国民学校の校庭に野営させた。

### 8月20日
韓国陸軍本部は、第1師団と第6師団の境界線を変更して架山東側地域を第6師団の担当地域とした。第5連隊（連隊長：崔昌彦大領）と機甲連隊（連隊長：白南権大領）を第6師団に配属させ、左翼の架山山系を増強させた。
午前1時頃、人民軍第1師団第14連隊の一部が国民学校に置かれていた師団司令部に夜襲を仕掛けた。白善燁准将は第10連隊第2大隊に命じて夜襲を撃退した。夜が明けると第10連隊第2大隊は741高地に投入され、これを確保した。
第15連隊正面では人民軍の猛攻を受けていたが、夜明けからアメリカ空軍の支援を受けられるようになると戦線は安定した。損害が大きかったので、夜間に328高地の防御を第5騎兵連隊（連隊長：クロムベス大佐）と交代して再編成に努めた。
第12連隊正面では、人民軍が消極的となり、遊鶴山攻撃の準備が進展した。これは人民軍第15師団が21日に義城方面に転進したためであった。この夜、偵察隊が第13師団司令部を襲撃し、将校を連行して帰還した。
第27連隊は3回目の夜襲を受けたが、これを撃退した。

### 8月21日
第15連隊は午前9時頃アメリカ軍と328高地の防御を交代した。人民軍が攻撃を開始したが、第15連隊はこれを撃退した。
第12連隊は、517高地を第10連隊第3大隊に確保させ、第1大隊と第3大隊で遊鶴山を攻撃したが、山頂を確保することができなかった。
第11連隊正面では反撃を開始したが、人民軍の攻撃と鉢合わせになり、第2大隊は陣地に出ることすらできなくなった。さらに第27連隊の左翼に布陣していた第1大隊（大隊長：金沼大尉）が後退した。これを追尾していた人民軍は第27連隊の退路を散発的な射撃を加え、マイケレス大佐は撤収を主張した。白善燁准将は後退する将兵を集め以下のように訓示した。
この後、白善燁准将は自ら先頭に立って突撃することで陣地を奪回した。これを見ていたマイケレス大佐は感嘆し、賛辞を惜しまなかった。1971年1月のインタビューでは、この時の光景を今でも目に浮かぶと述懐している。
夜になると人民軍第13師団は第27連隊正面に夜襲をかけた。開戦以来初めての戦車同士の射撃戦が展開された。砲弾が擦過音を発しながら飛び、着弾して轟音が響くことから、この一帯はボウリング場（Bowling alley）と呼ばれた。双方ともあらゆる火器を最大発射速度で撃った。第27連隊には、この夜だけで1200発も射耗した重迫撃砲小隊まであった。5時間の交戦の末、人民軍は撃退され、戦車7両、自走砲3両、数百の遺体を遺棄されていた。

### 8月22日
第15連隊が洛東江の堤防を確保し、左翼は安泰となった。この日以降、第15連隊の正面は平穏であった。
第12連隊は遊鶴山の攻撃を開始した。今回は初めて夜間攻撃を実施した。
第11連隊正面では、第2大隊に第13師団砲兵連隊長の鄭鳳旭中佐が投降した。供述から砲兵陣地の所在が判明し、砲撃と航空攻撃で殲滅した。

### 8月23日
この日はコリンズ大将と申性模国防長官がウォーカー中将と丁一権少将の案内で師団司令部を訪れた。続いて第11連隊本部も訪れたが、この時に人民軍に砲撃されるハプニングがあった。
第15連隊では、第1大隊長の金振暐少領が疲労により後送され、代わりに劉載成少領が大隊を指揮した。
第12連隊は、午前1時頃、夜襲によって遊鶴山を確保した。第1大隊と第3大隊は遊鶴山を完全に占領し、付近の掃討を終えた。
第11連隊は、第3大隊が365高地を奪取した。夜間、第27連隊の正面に、戦車で支援された200～300人の人民軍が来襲した。
架山から浸透してきた部隊が第23連隊と砲兵陣地に攻撃した。第23連隊は陣地を確保し、夜明けとともに反撃して人民軍を駆逐した。午後、第10連隊主力が到着した。
第10連隊第2大隊が741高地から撃退された。午後10時付で第3連隊第1大隊（大隊長：鄭震少領）が、第1師団に配属され架山に投入された。

### 8月24日
第10連隊はアメリカ軍の砲兵支援を受けて、午前7時に570高地の攻撃を開始した。第2大隊も機甲連隊の支援を受けて741高地を奪回した。
第12連隊は遊鶴山一帯の掃討を終えて水岩山への攻撃を始めた。早晩に第2大隊は水岩山に攻撃を開始した。しかしこの頃、小隊内で生存している古参兵は2～3名ずつとなり、新兵が占めていた。さらに人民軍の抵抗で損害が多発し、第6中隊長の安封熈中尉が戦死し、第5中隊長代理の姜周鴻少尉、第7中隊長の韓普錫中尉、第7中隊第3小隊長代理の全相一一等上士（曹長）が負傷して後送された。兵士たちは次々と離脱し、人民軍も反撃を開始したため、第2大隊は瓦解した。3個中隊の中隊長と小隊長は、全員が戦死または負傷して後送され、1個中隊の生存者は15～16名に過ぎず、重火器中隊を併せても大隊の人員は70名程度であった。総損失は349名で、そのうち死傷54名、失踪295名であった。

### 8月27日
第3連隊第1大隊が架山山城を奪取。第10連隊が架山一帯の第1師団第14連隊を撃滅した。

### 8月28日
第12連隊が水岩山を確保した。

### 8月30日
陣地を第1騎兵師団に引き継いだ後、新寧の陣地に移動した。

## 損害
第1師団は、連日の激戦によって第一線の将兵が不足し、人事業務担当要員までもが第一線中隊に補充されたため、戦果と損害の詳細な記録は残っていない。

### 人民軍
「韓国公刊戦史」は、8月3日から12日までの人民軍の戦死者を6867名、8月13日から30日までの戦死者を5690名としている。第27連隊の戦果は、戦車13両破壊、自走砲15門、敵兵1300人射殺としている。「多富洞戦闘」は、鹵獲武器数から戦死者を約3500名としている。

### 韓国軍
当時、第1師団参謀長であった石主岩大領は、「戦闘が非常に激しい時には、第1師団だけでも毎日平均700余名の死傷者が出た」と証言しており、金點坤中領は、「遊鶴山一帯の戦闘で、我が連隊は3000余名の損害があった」と述べている。「多富洞戦闘」は、第1師団に補充された兵力を、8月3日から12日までは1日平均300余名、8月13日から28日までは毎日約600名と推測している。